# ديزني جونيور (قناة تلفزيونية هندية)
ديزني جونيور إنديا هي شبكة تلفزيونية هندية مكرسة لمرحلة ما قبل المدرسة أطلقت في 15 أكتوبر 2012. وهي متاحة أيضًا على قناة ديزني التي حلت محل بلاي هاوس ديزني في الهند. القناة هي المكافئ الهندي للشبكة الأمريكية الأصلية وتبث باللغات الإنجليزية والهندية والتاميلية والتيلجو.

## التاريخ
قبل عام 2006 أُطلقت بلاي هاوس ديزني في الهند ككتلة على قناة ديزني. في 4 يوليو 2011 استبدلت بـديزني جونيور. في 15 أكتوبر 2012 أطلقت قناة ديزني جونيور كقناة.

## البرامج

### البرامج الأصلية
- دوكتورة ماكستافينز
- ماني الحرفاني
- جيك و قراصنة الأرض أبدا
- نادي ميكي ماوس
- حزمة بكو
- جرو كلب الزملاء
- سمبوسة بسيطة
- حكاية الأسد حارس
- روكيتير
- المدربين
- 101 شارع الدلماسي

### البرامج المكتسبة
- مزرق
- سامي رجل الاطفاء
- أقنعة PJ
- نوبة فن